# 牧野キク
牧野 キク（まきの キク、1895年〈明治28年〉4月12日 - 1996年〈平成8年〉6月27日）は、日本の教育者、学校経営者。北海道の学校法人藤女子学園理事長、藤女子大学初代学長を務めた。藤女子学園創成期の札幌藤高等女学校（後の藤女子中学校・高等学校）時代から、同校2代目校長のクサヴェラ・レーメと共に、女子教育に尽力した。戦中は軍からの圧力に耐えて学校を守り抜き、戦後は藤女子専門学校の設置、新教育制度の施行に伴う藤女子短期大学や藤女子大学の設置など、生涯を女子教育への発展に尽くした。「女子教育の先達」「北海道女子教育の先駆者」とも呼ばれる。富山県富山市越前町出身。

## 生涯

### 少女期
1895年（明治28年）に、富山市越前町で、10人兄妹の第4子として誕生した。越前町は当時の富山の城下町の中心部であり、父は洋服や雑貨を販売する富山の大店の店主で、父方の伯父に後の富山市長である牧野平五郎がおり、少女期には何不自由ない生活を送った。家族揃って熱心な仏教徒であり、学生時代は友人から「お寺様の娘さんみたい」と呼ばれるほどだった。
牧野家一同は、当時のスポーツとしては珍しい登山を愛していた。キクの父は登山を通じてキクに、物事を忍耐強く進めること、指導者の言うことをよく学ぶこと、頂上を極めるまでの努力の大切さなど、人生の教訓を教え込んだ。キクは後年にも、「父から登山を通じ、忍耐、従順、勇気などを学び取った」と語った。

### キリスト教の道へ
キクは共立女子職業学校の在学中に、結核で神奈川県鵠沼に入院していた次兄をよく見舞っていた。あるとき兄はキクに、実は自分がキリスト教徒だと打ち明け、「病気になって初めて、神の御心のままに生きることの幸せに気付いた。今はすべてに感謝している」と語った。兄は30歳で死去したが、キクは、兄が死の間際にあっても幸福を語っていたことに衝撃を受け、キリスト教への改宗のきっかけの一つとなった。
それから間もなく、父が他人の借金の保証人に立って失敗し、家も店も手放す羽目になった。長兄は次兄とは対照的に、酒やたばこを愛する豪放な性格であったが、父の事情を知ると、酒もたばこも一切断って、一家の長男として父を支えよう、心を入れ替えた。
キクにとっては、病床で神への感謝を語った次兄、逆境を人生の糧に変えた長兄を目の当たりにしたことは、自身の宗教観と人生の方向性を変える大きな出来事となった。キクは自分の中で、次第に神の存在が大きくなることを感じていた。
1917年（大正6年）1月15日、キクはプロテスタントとしての洗礼を受けた。真冬の信者の家の浴室で、体に水をかけられ、ガタガタと震えながらの洗礼であった。後年にキクは事あるごとに、当時の身を切るような水の冷たさを思い出しては、信仰心を引き締めていた。

### 改宗
同1917年（大正6年）6月、母校の共立女子職業学校の家庭科主任である鳩山春子の勧めで、同学校の教員に赴任し、主に家政を担当した。
父が1915年（大正5年）に先述の事情で家を畳み、北海道小樽区（後の小樽市）に移住していたことから、キクも共立の教員職を4年間で辞し、1921年（大正10年）、同年に小樽に開校した区立小樽高等女学校に転任した。またこの赴任中に、「蝦夷富士」こと羊蹄山に登山したことがあり、夜中に月明かりに照らされた雲海を見て、大自然の摂理や美しさに感動し、北海道の地で人々のために働くことを決意した。
プロテスタントは無教会主義で、聖書がすべてであるため、キクは聖書を常に身につけ、神の言葉に耳を傾けて、生活の糧としていた。教育の場においても、キリスト教の教えを実践しようと試みた。しかしキクは次第に、信仰の道標が無いこと、知らない間に間違った道に踏み込んだとしても、それを正す道標がないことに、迷いを見せていた。学校が終わると、小樽の教会を密かに訪ね歩き、教会の十字架やマリア像を見るたびに、信仰の方向を明示している教会に、次第に惹かれていった。
そんな折にキクは、小樽カトリック教会でのカトリック研究会の開催を知り、教えを求めて教会に通い、カトリックに触れるようになった。研究会はドイツ人の神父が指導しており、キクは神父に週2回の個人指導を2年間受け、1度も欠席することはなかった。
小樽在住から3年目、キクはカトリック信者たちの生活や社会事業に接するために、休暇を利用して、東京の兄のもとを訪ねた。様々な施設を見学した後に、最後に静岡県の御殿場にあったハンセン病の病院を訪ねた。その病院はフランス人の神父により設立されたもので、キクは病院を支える人々に愛と信仰の強さを感じ、カトリックの受洗を決心した。夏休み明けの秋、小樽の神父に相談の上、カトリックの洗礼を受けた。

### 修道女・教育者の道へ
この頃、先述の次兄の死去に次いで、その3年目に次兄の妻も死去した。遺された甥が孤児となったことで、キクは孤児の心細さを痛感し、孤児院の建設を考えた。しかしカトリックの受洗から間もない頃、広島県の著名な孤児院の設立者が死去し、子供たちが施設運営費を求めて日本全国を奔走していると知った。キクはこのことで、「自分が孤児院を作っても後継者がいなければ」「1人の力は限られている、一滴の雫が大きな流れとなることを信じよう」と思い、「修道女になる」との考えに至った。
受洗から2年後、小樽の神父に、修道女への望みを打ち明けた。神父は「白かな、黒かな。あなたは先生だから黒ですね」と言った。当時のキクはその意味を理解できなかったが、これは修道服の色の意味で、黒は札幌のマリア院（女子修道院）、白は天使病院の意味であった。1925年（大正14年）に札幌藤高等女学校（後の藤女子中学校・高等学校）が設立されており、神父はキクを同校に紹介することを考えていたのである。

### 札幌マリア院に入る

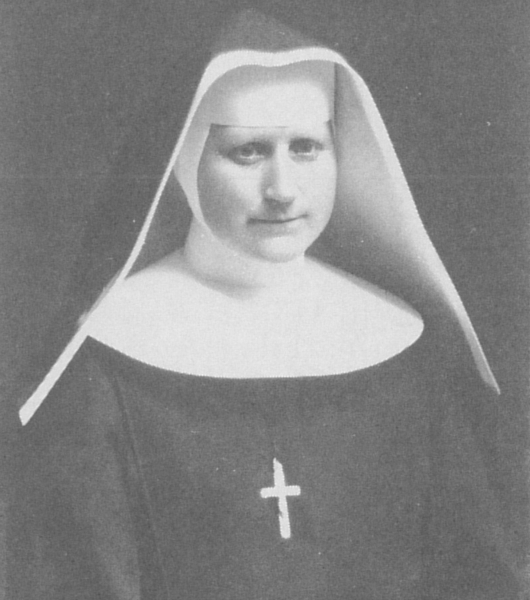
クサヴェラ・レーメ（1919年 - 1920年頃）

キクの家は熱心な仏教徒であったため、キクがキリスト教徒となったことは、少なからず家族を驚かせていた。すでに父は死去し、老いた母が1人、取り残されていた。キクは、自分が修道女になるといえば、なおのこと母を落胆させると考えて、家族には「藤高女に教員として勤務する」とのみ告げていた。
1927年（昭和2年）8月、キクは母と姉の付き添いで、マリア院を訪れた。キクは前もって、校長のクサヴェラ・レーメに家の事情を打ち明け、「修道院入りは内密に」と依頼していた。しかしクサヴェラはキクたちを迎え、家族らの前で「牧野さんが修道院に入られますことは本当に嬉しいことです」と告げた。母は真っ青になり、姉は泣き出した。キクが慌ててクサヴェラの袖を引いたが、事遅しであった。

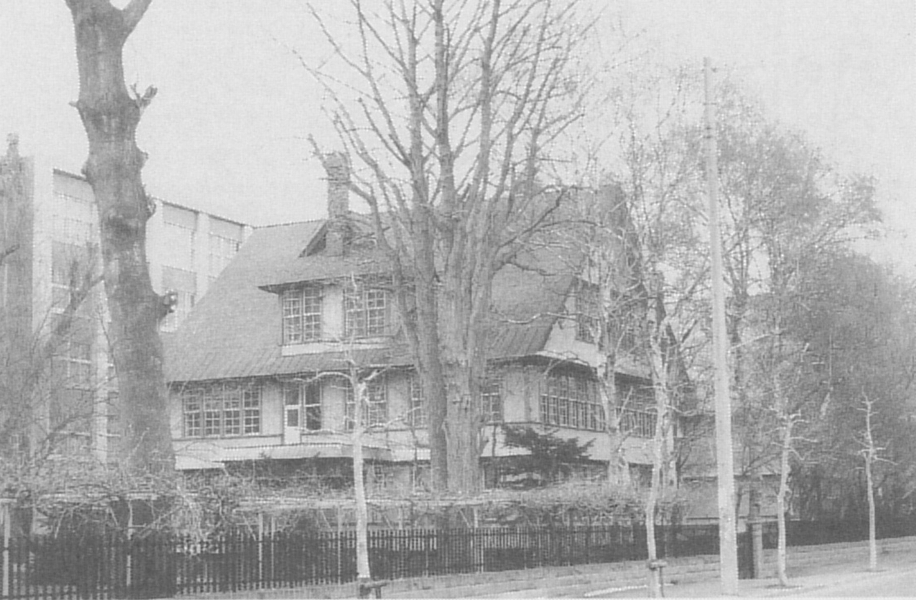
1925年開校当時の藤高等女学校校舎

家族らは修道院入りに反対し、母は富山の本家まで出かけて「家名を汚して申しわけない」と詫びた。それに対して本家の叔父が「本人がそれをやり通せば、家名を汚したことにはならない」と答え、兄からもキク宛てに「反対を押し切ったからには、歯を食いしばって頑張れ」と激励が届いた。こうしてキクは、仕方なしとの形ではあるが、家から修道院入りを認められることとなった。キクもまた「大反対を押し切って入ったのだから、歯を食いしばって頑張ろう」との気持ちを抱いた。同1927年、キクはマリア院に入った。同年に札幌藤高等女学校の教諭に就任し、宗教や倫理を担当した。
同時期の入会者は計4人おり、キクが最年長であったため、自然とキクはクサヴェラの秘書のような存在となった。折しも藤学園は設立からまだ3年前であり、創立間もない学校では、経営陣も教員たちも大半がドイツ人であったため、日本人の助力を必要としていた。日本人である上にキリスト教の信仰心を持ち、且つ教員としての経験を併せ持つキクは、藤学園にとって重宝であった。キクはいつしか、影法師のようにクサヴェラのそばにつくようになった。キクはクサヴェラから深い信仰の道を教わる一方で、クサヴェラに日本語や日本人の習慣、考え方などを教え、ドイツと日本の架け橋ともいえる存在となった。クサヴェラがその純真な性格のために、周囲から誤解されることもあり、キクが適切な対応で助力することもあった。
ある卒業生の父親はプロテスタントであり、キクに「もう少し藤のことを知っていたら、カトリックになっていたでしょう」と語った。理由は、日本人ですら嫁と姑の間でいざこざが起きることがあるのに、藤では日本人とドイツ人の協力が成功しており、「これが信仰というものでしょうか」とのことだった。キクは「それは神様とクサヴェラ校長が偉いんですよ。私は仕われているだけです」と答えるのみだった。

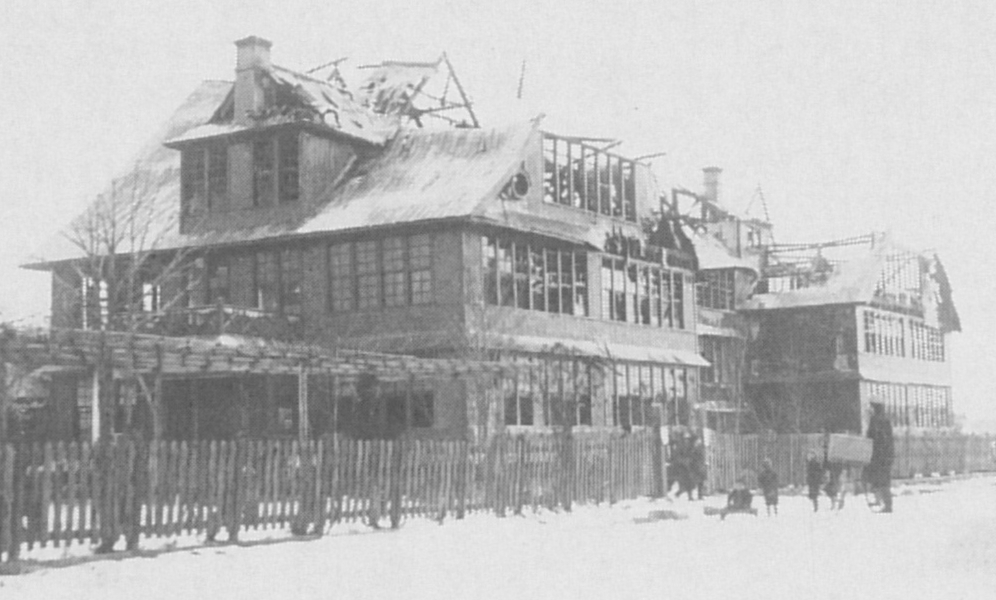
1932年の火災で半焼した藤高等女学校校舎

1932年（昭和7年）2月、藤高等女学校が火災に遭った。キクは、火災が校舎3階から生じており、まだ階下に回りきっていないことに気づくや、職員室や校長室から重要書類を持ち出して、校外の雪の中に埋めた。校舎は焼け落ちたものの、キクの落ち着いた勇気のある行動により、書類は守り抜かれた。

### 戦中
昭和10年代には、日本が急速に軍国化の色を帯び始めた。それにつれて藤学園は、日本国外の者が運営するキリスト教系の学校として、強い圧力を受けた。
1939年（昭和14年）6月、文部省の視学官らが軍人と共に、藤高等女学校を訪れた。軍の参謀は、宗教、教育内容、国家感などを2時間近く問い詰めた末に、キクに「天皇陛下とキリストはどちらが偉いか」という難題をつきつけた。キクは「私は陛下を神様の代理人と信じております。どうして陛下のことを粗末に考えられましょう」「私の祖父は明治維新で切腹して死にました。私の体には忠義心が血肉となって躍動しています。私は自分を日本一の忠義者だと思っております」と答えた。テーブルを激しく叩いて熱弁するキクに、参謀の方が度肝を抜かれる始末であった。
続いて視学官が生徒の宿舎を見学すると、宿舎にはイエス・キリスト、聖母マリア、ミレーの『晩鐘』といった絵が飾られていた。参謀は絵が日本国外のものであることに激怒し、「すぐに外したまえ」と怒鳴った。しかしキクはこれも、「生徒たちに美術に触れさせたいのですが、ここにはこれしかありません。日本の物を買おうにも、お金が足りません。日本の絵を贈っていただければ、すぐにでも今の絵を外して、それを飾ります」と返した。一同は完全に言い負かされ、返す言葉が無かった。
キクは当時のことを後年、こう語った。
一方でこの軍の参謀は、後に人にキクのことを「あれは若松の女か? 牧野はきかん気の奴だ」と言っていた。キクが激しい気迫の持ち主であったため、白虎隊で名高い福島県若松市出身と勘違いしたのである。
1940年（昭和15年）10月、軍の圧力をできるだけ緩和するため、キクは修道女の象徴ともいえる修道服を日本の標準服に変更するという、異例の手段をとった。札幌教区司教であるヴェンセスラウス・キノルドに相談したところ、「人間の中身や信仰が変わらないのなら、外見には拘らない」と、許可が得られた。こうしてキクたちは、戦中は標準服、または黒の和服や袴、ドイツ人の修道女は洋服と簡単なベールのみで過ごすようになった。
しかし日本の軍国化につれ、藤学園への圧力はさらに増した。やがて、日本国外の教員はスパイではないかとの疑惑すら、かけられるようになった。同1940年、日本国外出身の校長を一切認めないとの方針が打ち出された。これによりドイツ出身のクサヴェラは、校長の座を退かざるを得なかった。翌1941年（昭和16年）2月24日付けで、文部省はクサヴェラに辞職勧告を出し、後任にキクを指名した。キクはクサヴェラと共に文部省まで出かけ、藤学園の教育方針がいかに日本女性の美徳を育てるものかを解いたが、役人は「軍の命令です」と返すのみであった。こうしてキクは、クサヴェラに代わって校長に赴任した。
やがて校舎自体も次第に軍事化が進み、体育館には多くの裁断機やミシンが並んだ。キクはそんな中でも極力、教育優先の立場をとった。生徒たちが縫製や裁断にあたっても、それぞれをグループ化して、代わる代わる就業させ、特定の生徒だけが学習時間が少なくなることのないように努めた。軍人はキクに「軍隊は熟練工が欲しいのだ」と激怒したが、キクは「いつ爆破されるかわからないのに、熟練工を50人作るより、仕事のできる人間を150人作った方がお国のためでしょう」と返して、軍人を閉口させた。本来なら男手を要する、十代の少女には到底無理な要請があったときには、「子供たちがかわいそうです。仕事の能率も上がりません。1回に運ぶ量を3分の1に減らしてください」と訴え、生徒たちが過労を強いられないように努めた。
なお第二次世界大戦中には、実家の牧野家では、キクの母が子供や孫を戦争にとられて心配が尽きない中、キクは神様に預けてあるから安心したといい、かつて修道院入りを反対したキクに「お前は一番、親孝行だよ」と話した。

### 戦後
戦後、キクは女子専門学校の開設に取り掛かった。当時の北海道内には女子の専門学校がなく、進学を志す女子は東京辺りまで出かける必要があり、北海道で高等教育を望む父母の声は強かった。戦後の民主主義拡大の中で男女同権が叫ばれ始めて、父母たちが女子教育に対して非常に強い要望を抱いていたとの事情もあった。キク自身もまた、戦後の荒廃から社会が立ち直るためには、女子の教育は重要と考えていた。
1947年（昭和22年）、財団法人札幌藤女子専門学校が設立された。藤高女の校舎の一部を借り、クラスは国文科と生活科の2つのみ、生活科の被服実習では縫い糸も切符制のために思うようにならず、コテは配給の木炭で温めて使った。
1948年（昭和23年）秋には、旧制札幌一中の校長を勤めていた安延三樹、1949年（昭和24年）には北大予科長の宇野親美など、優秀な教員たちを専任教授として迎えることができた。書家の松本春子に講師を依頼したときは、なかなか同意が得られず、校医として勤めていた夫の松本剛太郎に説得を依頼する一幕もあった。
それ以前の1947年4月1日より施行されていた学校教育法に基づく新たな学校制度として、旧制の藤女子専門学校を母体とする新制大学の設置が計画されていたが、要件が不十分として却下された。同様に新制大学移行が困難な旧制専門学校が多数あり、それらの救済や、新学校制度への円滑な切替を目的として、暫定措置として1950年（昭和25年）に藤女子短期大学が設置された。これは北海道内の女子短大の第1号である。同1950年3月14日付でキクが学長に就任し、宗教学や倫理学を受け持った。
1952年（昭和27年）、藤学園の卒業生の父兄たちの親睦を目的とした団体「藤陰会」が発足した。会員たちはキクを慕う父兄たちばかりで、「牧野信者」とも呼ばれた。生徒たちの卒業後にもキクやクサヴェラとも繋がりを持ちたいと願う父兄が続々と参加し、昭和40年代半ばには、その会員数は230人にも上った。
短大を卒業後にさらに学部での学習を希望する学生は、北海道大学や東北大学に編入していたが、1960年（昭和34年）か1961年（昭和35年）頃より、それが許可されなくなった。キクは北海道内からの強い要望を受けて、4年制大学の設立に取り組んだ。当時の女子系大学の設立には非常に厳しい条件が課せられていたが、キクはそれを乗り越えて、翌1961年（昭和35年）4月に藤女子大学の開学を実現させ、学長に推挙された。同大学では引き続き、宗教学や倫理学を受け持った。その後も教師陣、資金面、施設面など多くの問題を乗り越えながら、様々な教育改革や学校設置に取り組んだ。

### 晩年
1964年（昭和38年）に、高血圧で倒れた。1967年（昭和43年）も、藤女子大学の校舎新築に際し、高血圧にもかかわらず奔走していたことで、クモ膜下出血に倒れた。新聞には「再起不能か」とも報じられた。幸いにも命に別状はなかったが、左耳の聴力が失われた。教授会でも左側の人々の声が聞こえないため、隣の席に筆記係がつくようになった。
1968年（昭和43年）、クサヴェラが高齢を理由に教員職を退き、市民感謝祭の一環としての九州旅行中に美智子皇太子妃から労を労う言葉をかけられ、生涯忘れられない思い出となった。これには実は、キクが文部省に通じて必要な手配をし、クサヴェラと皇太子妃を引き合わせ、陰の力となっていた。
1969年（昭和44年）には、私学女子教育に大きく貢献した功績により、第1回北海道開発功労賞を受賞した。キクは受賞の言葉を、以下の通り語った。
1982年（昭和57年）10月、クサヴェラが満93歳で死去した。クサヴェラがいなくなって淋しいかと尋ねられると、「少しも淋しいとは思いません。心は一つに結ばれていますから」と返した。
同1982年の知人宛ての手紙では、「87歳になり、体は全く役に立たなくなり、毎日祈りに終始して感謝している」と近況を述べていた。1984年（昭和59年）時点のインタビューによれば、「修道女の1人として、マリア院で祈りの日々を過ごしている」「今の大きな喜びは、卒業生が訪ねて来ること」とのことだった。もっともこの頃は、周囲がキクの体調を気遣い、面会の回数を減らしていた。
最晩年に姪がキクを訪ねたときは、部屋に誰もいないと思いきや、キクが椅子に全身が隠れるほど小さく座っており、キクの老いを感じていた。1996年（平成8年）6月27日、急性肺炎のために満101歳で死去した。

## 没後
同1996年（平成8年）6月29日に、札幌の藤学園講堂で葬儀ミサと告別式が執り行われた。参列者の数は卒業生ら、千人以上に昇った。藤女子大学の当時の副学長である林新治は「特に女子教育に対する牧野先生の強い熱意と豊かな識見は、すずやかな声や笑顔とともに、脳裏に焼きついています」と、弔辞を読んだ。
2001年（平成13年）には、1982年（昭和57年）に死去したクサヴェラ・レーメと牧野の修道名をとり、藤女子大学に学生食堂「クサヴェラホール」と「ヘレナホール」が築造された。同大学生たちの学生生活を援助するための施設であり、食事の他にも自習や談話など、多目的に用いられている。
藤女子大学の一角には、天皇・皇后の写真などを安置する奉安殿がある。これは戦前からあったもので、終戦直後の1946年（昭和21年）7月に、連合国軍最高司令官総司令部(GHQ)による神道指令に基づき、「奉安殿を撤去せよ」との通達が出たが、キクは「生徒への影響を考えると、好ましくない。取り壊しの費用は教育のために使いたい。生徒たちの尊敬するマリア様の像を奉安殿に置くということでよろしいでしょうか」と同庁と米運政部に申し出て、承認を得た。この結果、奉安殿は戦前の建築デザインを保っている珍しい例として、平成期以降まで残されている。

## 評価
クサヴェラ・レーメは、キクの支援を受けたことを以下の通り回想した。
教育学者である小原國芳はキクを、信仰に徹しながらも日本人としての精神に徹したことや、物事には公正な判断、勇気と正義をもって実践したこと、神のほか恐れない信念を堅持し続けたことを評価した。
キクは藤学園の生徒たちのことを、在学中のみならず、卒業後にも気を配った。学園に勤めて25年後の時点で、良縁をまとめた卒業生の数は約300組に昇った。卒業生たち結婚や出産の報告にキクのもとを訪れるのはほぼ毎日であり、離婚話が持ち上がったといって相談に来る者すらいた。北海道新聞の記事では、これはキクの仁徳によるものと報じられた。
キクの愛と奉仕の教えを生かし、広く社会の各分野において中核となって活躍している人は多く、またキクの志を継ぎ、女子教育の道を歩む者も多い。このことは北海道開発功労賞受賞時に、「我欲を捨て愛と誠に徹する気持ちをつかもう」というキクの教育信念の結実によるものと評価された。

## 略歴
- 1916年（大正5年）共立女子職業学校家政科（現・共立女子大学）卒業[58]
- 1917年（大正6年） 鳩山春子の勧めで母校、共立女子職業学校教諭に就任[10]
- 1921年（大正10年） 北海道庁立小樽高等女学校（現・北海道小樽桜陽高等学校）教諭に就任[58]
- 1927年（昭和2年） 札幌藤高等女学校（現・藤女子中学校・高等学校）教諭に就任[58][16]
- 1941年（昭和16年） 札幌藤高等女学校校長に就任[58]（1948年まで）
- 1944年（昭和19年） 学校法人藤女子学園理事長に就任[59]（1951年まで）
- 1950年（昭和25年） 藤女子短期大学学長に就任[38]
- 1954年（昭和29年） 藤保育専修学校校長に就任（1955年まで）[60] 学校法人新墾藤学園園長・新墾藤学園中学校校長に就任（1958年まで）
- 1961年（昭和31年） 藤女子大学学長に就任[61]
- 1974年（昭和49年） 藤女子大学・藤女子短期大学退職。藤女子大学名誉学長に就任[58][61]
- 1996年（平成8年） 死去

## 受賞歴
- 藍綬褒章（1961年〈昭和36年〉）[61]
- 北海タイムス北海道開発大臣賞（1963年〈昭和38年〉）[43]
- 勲三等瑞宝章（1966年〈昭和41年〉）[61]
- 北海道文化賞（1967年〈昭和42年〉）[58]
- 北海道開発功労賞（1969年〈昭和44年〉）[58]
- 札幌市発展貢献賞（1978年〈昭和53年〉）[43]